# Minla cyanouroptera
Minla cyanouroptera е вид птица от семейство Leiothrichidae.

## Разпространение
Видът е разпространен в Бутан, Виетнам, Индия, Камбоджа, Китай, Лаос, Малайзия, Мианмар, Непал, Тайланд и Хонконг.